# Atletism la Jocurile Olimpice de vară din 2016 - Aruncarea discului (feminin)
Proba feminină de aruncare a discului de la Jocurile Olimpice de vară din 2016 a avut loc în perioada 16-17 august la Stadionul Olimpic.

## Formatul competiției
Fiecare atletă a avut dreptul la trei aruncări. Atletele care au trecut peste baremul de calificare s-au calificat direct în finală. Dacă se calificau mai puțin de 12 atlete, tabelul finalei se completa până se ajungea la 12. Pentru finală fiecare atletă a avut dreptul la trei aruncări, după care primele opt clasate au avut dreptul la încă trei aruncări.

## Recorduri
Înaintea acestei competiții, recordurile mondiale și olimpice erau următoarele:
| Record           | Atlet                  | Rezultat | Loc                             | Data               |
| ---------------- | ---------------------- | -------- | ------------------------------- | ------------------ |
| Recordul mondial | Gabriele Reinsch (RDG) | 76,80 m  | Neubrandenburg, Germania de Est | 9 iulie 1988       |
| Recordul olimpic | Martina Hellmann (RDG) | 72,30 m  | Seul, Coreea de Sud             | 29 septembrie 1988 |

## Rezultate

### Calificări
Baremul de calificare: 62,00 m (C) sau printre primele 12 aruncătoare (c)
| Loc | Grupa | Nume                     | Țară                       | #1    | #2    | #3    | Rezultat    | Note      |
| --- | ----- | ------------------------ | -------------------------- | ----- | ----- | ----- | ----------- | --------- |
| 1   | B     | Yaime Pérez              | Cuba                       | 65,38 |       |       | 65,38       | (C)       |
| 2   | B     | Su Xinyue                | China                      | 65,14 |       |       | 65,14       | (C)       |
| 3   | A     | Sandra Perković          | Croația                    | x     | x     | 64,81 | 64,81       | (C)       |
| 4   | A     | Dani Samuels             | Australia                  | x     | 59,42 | 64,46 | 64,46       | (C)       |
| 5   | B     | Nadine Müller            | Germania                   | 63,67 |       |       | 63,67       | (C)       |
| 6   | A     | Denia Caballero          | Cuba                       | x     | x     | 62,94 | 62,94       | (C)       |
| 7   | B     | Mélina Robert-Michon     | Franța                     | 62,59 |       |       | 62,59       | (C)       |
| 8   | A     | Feng Bin                 | China                      | 55,97 | 62,01 |       | 62,01       | (C)       |
| 9   | B     | Julia Fisher             | Germania                   | 61,83 | x     | 60,69 | 61,83       | (c)       |
| 10  | A     | Chen Yang                | China                      | x     | x     | 61,44 | 61,44       | (c)       |
| 11  | A     | Zinaida Sendriute        | Lituania                   | x     | x     | 60,79 | 60,79       | (c), (SB) |
| 12  | A     | Shanice Craft            | Germania                   | 60,23 | x     | x     | 60,23       | (c)       |
| 13  | A     | Pauline Pousse           | Franța                     | x     | x     | 58,98 | 58,98       |           |
| 14  | A     | Chinwe Okoro             | Nigeria                    | 57,34 | 58,85 | 58,53 | 58,85       |           |
| 15  | B     | Natalia Semenova         | Ucraina                    | x     | 58,41 | x     | 58,41       |           |
| 16  | B     | Tarasue Barnett          | Jamaica                    | x     | 54,36 | 58,09 | 58,09       |           |
| 17  | A     | Żaneta Glanc             | Polonia                    | 55,27 | 56,09 | 57,88 | 57,88       |           |
| 18  | B     | Karen Gallardo           | Chile                      | 57,81 | 55,98 | 55,20 | 57,81       |           |
| 19  | A     | Dragana Tomašević        | Serbia                     | 55,87 | 57,67 | x     | 57,67       |           |
| 20  | B     | Seema Antil              | India                      | 57,58 | x     | 56,78 | 57,58       |           |
| 21  | B     | Andressa de Morais       | Brazilia                   | 57,38 | x     | x     | 57,38       |           |
| 22  | A     | Shadae Lawrence          | Jamaica                    | 57,09 | x     | x     | 57,09       |           |
| 23  | B     | Sabina Asenjo            | Spania                     | 56,94 | 56,22 | x     | 56,94       |           |
| 24  | B     | Subenrat Insaeng         | Thailanda                  | 56,64 | x     | 54,74 | 56,64       |           |
| 25  | B     | Kelsey Card              | Statele Unite ale Americii | x     | 51,16 | 56,41 | 56,41       |           |
| 26  | A     | Hrisoula Anagnostopoulou | Grecia                     | x     | 54,84 | 53,19 | 54,84       |           |
| 27  | B     | Rocío Comba              | Argentina                  | x     | 54,44 | x     | 54,44       |           |
| 28  | B     | Jade Lally               | Marea Britanie             | 51,60 | 53,99 | 54,06 | 54,06       |           |
| 29  | B     | Shelbi Vaughan           | Statele Unite ale Americii | x     | 53,33 | 46,71 | 53,33       |           |
| 30  | A     | Natalia Stratulat        | Republica Moldova          | x     | 53,27 | 48,80 | 53,27       |           |
| 31  | A     | Fernanda Martins         | Brazilia                   | 50,19 | 51,85 | x     | 51,85       |           |
| 32  | A     | Mariya Telushkina        | Kazahstan                  | x     | 43,70 | 45,33 | 45,33       |           |
| 33  | A     | Whitney Ashley           | Statele Unite ale Americii | x     | x     | x     | fără notare |           |
| 33  | B     | Kellion Knibb            | Jamaica                    | x     | x     | x     | fără notare |           |

### Finala
| Loc | Nume                 | Țară      | #1    | #2    | #3    | #4                    | #5                    | #6                    | Rezultat    | Note |
| --- | -------------------- | --------- | ----- | ----- | ----- | --------------------- | --------------------- | --------------------- | ----------- | ---- |
| 1   | Sandra Perković      | Croația   | x     | x     | 69,21 | x                     | x                     | x                     | 69,21       |      |
| 2   | Mélina Robert-Michon | Franța    | 65,52 | 64,83 | 65,08 | x                     | 66,73                 | x                     | 66,73       | (RN) |
| 3   | Denia Caballero      | Cuba      | 61,80 | x     | 65,34 | 63,82                 | x                     | 64,64                 | 65,34       |      |
| 4   | Dani Samuels         | Australia | 63,57 | x     | 61,21 | 61,95                 | 62,87                 | 64,90                 | 64,90       |      |
| 5   | Su Xinyue            | China     | 63,88 | 61,02 | 64,37 | 62,20                 | 63,87                 | x                     | 64,37       |      |
| 6   | Nadine Müller        | Germania  | 63,13 | x     | x     | x                     | x                     | x                     | 63,13       |      |
| 7   | Chen Yang            | China     | 63,11 | x     | 60,47 | 59,19                 | x                     | x                     | 63,11       |      |
| 8   | Feng Bin             | China     | 62,26 | 60,27 | 63,06 | 61,14                 | x                     | 61,85                 | 63,06       |      |
| 9   | Julia Fischer        | Germania  | 60,69 | x     | 62,67 | nu a mers mai departe | nu a mers mai departe | nu a mers mai departe | 62,67       |      |
| 10  | Zinaida Sendriute    | Lituania  | 58,25 | 59,95 | 61,89 | nu a mers mai departe | nu a mers mai departe | nu a mers mai departe | 61,89       | (SB) |
| 11  | Shanice Craft        | Germania  | x     | 58,39 | 59,85 | nu a mers mai departe | nu a mers mai departe | nu a mers mai departe | 59,85       |      |
| –   | Yaime Pérez          | Cuba      | x     | x     | x     | nu a mers mai departe | nu a mers mai departe | nu a mers mai departe | fără notare |      |

## Legendă
RA Record african | AM Record american | AS Record asiatic | RE Record european | OCRecord oceanic | RO Record olimpic | RM Record mondial | RN Record național | SA Record sud-american | RC Record al competiției | DNF Nu a terminat | DNS Nu a luat startul | DS Descalificare | EL Cea mai bună performanță europeană a anului | PB Record personal | SB Cea mai bună performanță a sezonului | WL Cea mai bună performanță mondială a anului